# NGC 2325
NGC 2325 è una vasta galassia ellittica situata nella costellazione del Cane Maggiore, a una distanza di circa 113 milioni di anni luce dalla nostra Via Lattea.

## Scoperta
La galassia è stata scoperta il 1 febbraio 1837 dall'astronomo britannico John Herschel.

## Descrizione
NGC 2325 viene classificata come galassia attiva.

## Supernova
Il 16 settembre 2010, all'interno di NGC 2325 è stata scoperta la supernova SN 2010ih da G. Pignata et al. nel corso del programma di ricerca di supernove CHASE (CHilean Automatic Supernova sEarch) dell'Università del Cile. La supernova è stata classificata di tipo Ia.